# ナイト ミュージアム/エジプト王の秘密
『ナイト ミュージアム/エジプト王の秘密』（原題: Night at the Museum: Secret of the Tomb）は、2014年にアメリカ合衆国で製作されたコメディ映画。ショーン・レヴィ監督、ベン・スティラー主演による『ナイト ミュージアムシリーズ』の第三作目。

## ストーリー
1938年のエジプトで、考古学者のチームが墳墓と財宝を探す。チーム・リーダーの幼い息子が穴に落ちたが、そこに探していた墓を発見して息子は父親とチームを呼び寄せる。チームは石板を見つけて喜ぶが、現地人は、石板を動かせば世界が終ると警告する。
現代のニューヨーク、夜間警備員のラリーと自然史博物館の展示物たちはプラネタリウムのお披露目パーティーを準備する。展示物にはラリーそっくりのネアンデルタール人の蝋人形のラーが加わっている。一方、石板には錆のような異常があり、アクメンラーはラリーにその事を伝えるが、異常が進行すると共に展示物たちは我を忘れて大暴れしてしまう。ラリーは展示物たちを叱り、家に帰るが、息子のニッキーがパーティーを深夜まで開いている。ニッキーは大学に進むべきか迷い、一年ゆっくり考えたいと言う。
ラリーは前任の老警備員・セシルが1938年に石板を発見した少年であることを知る。セシルは、現地人が言っていた「世界の終り」が石板の魔法の終りであることを知り、アクメンラーの両親が大英博物館に運ばれた事を教える。ラリーは、父親が石板の秘密を知っているとアクメンラーが言っていたことを思い出し、クビになったばかりのマクフィー博士を説得して、アクメンラーと石板を連れてロンドンに行けるようはからう。
ラリーとニッキーは大英博物館に行き、警備のティリーに入れてもらう。ラリーは展示物の友人たちも一緒に来た事を知る。トリケラトプスの骨格に直面するが、ランスロットの蝋人形に助けられる。ジェドとオクタヴィウスは通気口に落ち、火山噴火直前のポンペイの模型の中に入り込む。ラリーはデクスターにニッキーの携帯をつけて通気口の中を探しに行かせ、自分の携帯で追跡するが、ソウリュウに出くわし、戦闘の中ラリーの携帯は壊れてしまう。ジェドとオクタヴィウスは火山の噴火に遭遇するが、ラリーに送られたデクスターが火山の噴火を止めて二人を救う。
彼らはアクメンラーの両親を見つける。父親のマレンカレは石板が彼の家族を永遠に生かすための物であると言い、魔法を保つために月光に曝さなければならず、魔法が死ねば展示物も死ぬと言う。ラリーは石版を天窓の下に持っていくが、ランスロットが現れ、石板を盗んで逃走、キャメロットを探す。彼らはランスロットを追うが、ティリーがラリーとラーを捕えて監禁する。ラーが頭突きでドアを破壊して二人を解放する。彼らはランスロットを探すために博物館を出て、ラーはティリーと残り、二人は恋に落ちる。
彼らはキャメロットのミュージカルでランスロットに追いつき、屋根に追い詰める。だが石版はついに魔法の力を失い始め、ニューヨークからの展示物は死に始める。ランスロットはこれを見て石板を返す。ラリーは石板を月光にさらし、展示物たちは生き返る。博物館に戻った展示物たちは、アクメンラーは両親と一緒に石板の魔力で暮らすべきだと考え、自分たちの夜の生活をあきらめる。ニューヨークに戻り、ラリーは展示物と夜明けまでの最後の時を過ごす。
3年後、ラリーは教師になっており、大英博物館展が自然史博物館で開かれる。大英博物館の警備員として訪れたティリーは、ラリーがプラネタリウム・パーティーの失敗の責任を被った後で復職したマクフィー館長に石板を返す。展示物が甦り、博物館で復活パーティーを祝う。ラリーは博物館から漏れるパーティーの光を見てほほ笑む。

## キャスト

### 現実の人間たち
ラリー・デイリー
演 - ベン・スティラー、日本語吹替 - 堀内賢雄
主役。自然史博物館の警備員。石板に隠された秘密を探るため、様々な情報を辿りながら大英博物館へと向かう。生真面目な性格だが、屁理屈で周りに逆らう偏屈な一面もある。戦闘技術は高く、ソウリュウとも互角に戦った。三年後は仕事を辞め、大学で学位をとった。
ニック・デイリー
演 - スカイラー・ギソンド、日本語吹替 - 千葉翔也
ラリーの息子。17歳、高校3年生。年頃で遊び盛りであり、友人たちと自宅でパーティを開いたこともある。父と一緒に大英博物館へと向かう。大学進学を進められているが、反抗期で、当初は向こう見ずで危なっかしい面もあり、自身の将来についてラリーと衝突するが、今回の騒動を通して思慮を身に着け、父親の話を聞きながら慎重に考えるようになる。
マクフィー博士
演 - リッキー・ジャーヴェイス、日本語吹替 - 佐藤晴男
自然史博物館の館長。激高しやすく、皮肉をよく言う。展示物が動くのは特殊効果だと思っているが、3年後に石板の秘密を知る。
ティリー
演 - レベル・ウィルソン、日本語吹替 - 渡辺直美
大英博物館の女性警備員。太っており、ピザが大好物。夜の博物館警備の仕事だが、やりがいを見出せず退屈している。気の強い性格。彼氏がいるようだが、惚れっぽい性分で騒動の渦中、野性的なラーに恋心を寄せるようになり、3年後に彼と再会を果たした。
セシル・フレデリックス
演 - ディック・ヴァン・ダイク、日本語吹替 - 中村正
一作目でラリーと対決した老警備員。元同僚の女性職員いわく、職場で一番の色男でダンスの達人。現在は改心して老人ホームで過ごしている。冒頭での石板を発見した当時の少年であり、当事者として当時の大人たちが石板の扱いを間違えていたと後悔しており、石板の秘密をラリーに話す。
ガス
演 - ミッキー・ルーニー、日本語吹替 - 浦山迅
一作目でラリーと対決した老警備員。現在は改心して老人ホームで過ごしているが、それでもラリーへの恨みは根強いものがある。
レジナルド
演 - ビル・コッブス、日本語吹替 - 坂口芳貞
一作目でラリーと対決した老警備員。現在は改心して老人ホームで過ごしている。

### 自然史博物館の展示物
セオドア・ルーズベルト
演 - ロビン・ウィリアムズ、日本語吹替 - 岩崎ひろし
ラリーと共に大英博物館へと渡る。
ジェデダイア・スミス
演 - オーウェン・ウィルソン、日本語吹替 - 森川智之
ラリーと共に大英博物館へと渡る。
オクタヴィウス
演 - スティーヴ・クーガン、日本語吹替 - 水野龍司
ラリーと共に大英博物館へと渡る。
アクメンラー
演 - ラミ・マレック、日本語吹替 - 小森創介
ラリーと共に大英博物館へと渡る。
アッティラ・ザ・フン
演 - パトリック・ギャラガー、日本語吹替 - 間宮康弘
ラリーと共に大英博物館へと渡る。
サカジャウィア
演 - ミズオ・ペック、日本語吹替 - 本田貴子
ラリーと共に大英博物館へと渡る。
デクスター（猿）
演 - クリスタル・ザ・モンキー
ノドジロオマキザル。悪戯好き。ラリーと共に大英博物館へと渡る。
ラー
演 - ベン・スティラー、日本語吹替 - 小山力也
ネアンデルタール人。館長により、ラリーに似せて新たに作られた。自分と瓜二つのラリーを「パパ」と呼んで懐くが、彼の実子のニックには敵意を向ける。
ラリーと共に大英博物館へと渡り、騒動の渦中、ティリーに恋心を寄せられる。
ティラノサウルス（レックス）
ティラノサウルスの巨大な全身骨格。自然史博物館の人気展示物。
モアイ像
声 - ブラッド・ギャレット、日本語吹替 - 玄田哲章
相変わらず淡々とした性格で、ガムにこだわっている。

### 大英博物館の展示物
ランスロット
演 - ダン・スティーヴンス、日本語吹替 - 徳井義実（チュートリアル）
アーサー王のために戦った騎士をモチーフとした蝋人形。自分が蝋人形という自覚がなく、ラリーを知り合いの道化師に似ていると小馬鹿にする。お調子者だが正義感は本物。非常に身軽で腕っぷしが強く、トリケラトプスをパンチだけで黙らせた。
マレンカレ
演 - ベン・キングズレー、日本語吹替 - 佐々木勝彦
アクメンラーの父親で古代エジプトのファラオ。魔法の石板を作った。Merenkareという名前をエジプト考古学の慣例により忠実に読むとメルエンカラーという呼称になる。
シェップスハレット
演 - アンジャリ・ジェイ、日本語吹替 - 山崎紘菜
アクメンラーの母親。古代エジプトの王妃。「9つの王国の輝く宝石」と呼ばれていた。
トリケラトプス（トリクシー）
トリケラトプスの巨大な全身骨格。自然史博物館のレックスと違って凶暴な性格。だが、ランスロットに手懐けられてからはレックスと同じ性格になり、名前も与えられた。3年後、自然史博物館でレックスと仲良くなった。
ソウリュウ（相柳）
古代中国の神話に伝わる怪物。本作では複数の頭を持つ巨大な蛇のような姿をしている。実際の大英博物館の展示物には存在しておらず、本作オリジナルの金属製の像。ラリーに襲いかかってくるが、その場にあったAEDの強い電流で倒した。
ガルーダ
声 - ロビン・ウィリアムズ
インド神話に登場する神鳥を模した黄金の置物。実際の大英博物館に所蔵する展示物で、コミカルな表情がスタッフに気に入られたために重要な立場で本作に登場することになった。実際のものと同じ頭身であり、ソウリュウの間の門番の役割を担った。声は、甲高めに出していた。
パルテノン彫像
古代ギリシア時代に建設されたパルテノン神殿に装飾されていた彫像。
柿右衛門のゾウ
酒井田柿右衛門の作品で、明治時代に大英博物館に寄贈されたもの。現実のものは小さめの有田焼の置物だが、本作では実際の像と同じ頭身で登場する。
ポンペイのジオラマ
噴火により壊滅したポンペイを再現したジオラマ。オクタウィウスとジェデダイアが迷い込んだ。
エッシャーのだまし絵
オランダの画家・エッシャーによって描かれただまし絵。
石板を奪ったランスロットと、絵の中で戦った。

### それ以外の展示物
金属製のライオン像
トラファルガー広場に4体配置された巨大なライオンの像。ランスロットが持っている魔法の石板にライオンが反応したことで動き出すが、ラリーが持っている懐中電灯の光に反応したため、それにじゃれついてその場を立ち去った。

### カメオ出演
ヒュー・ジャックマン
演 - ヒュー・ジャックマン、日本語吹替 - 山路和弘
本人役。舞台でアーサー王を演じていた。突如劇に乱入して、自分を本物と勘違いしたランスロットにうろたえる。ランスロットには「ヒュージ・アックマン」と間違われた。ランスロットを威嚇する際には、当たり役であるウルヴァリンの演技をした。
アリス・イヴ
演 - アリス・イヴ、日本語吹替 - 御沓優子
本人役。舞台でグィネヴィアを演じていた。ジャックマン同様、ランスロットにうろたえる。

## テレビ放送
| 回数 | テレビ局   | 番組名（放送枠名） | 放送日        | 放送時間      | 放送分数 | 視聴率 |
| ---- | ---------- | ------------------ | ------------- | ------------- | -------- | ------ |
| 1    | フジテレビ |                    | 2017年8月27日 | 13:05 - 14:55 | 110分    | 2.5%   |
| 2    | テレビ東京 | 午後のロードショー | 2019年3月29日 | 13:35 - 15:40 | 125分    |        |
| 3    | 日本テレビ | 金曜ロードショー   | 2019年11月1日 | 21:00 - 22:54 | 114分    | 8.8%   |

*視聴率はビデオリサーチ調べ、関東地区・世帯・リアルタイム。